# 17. Königlich Bayerische Reserve-Infanterie-Brigade
Die 17. Reserve-Infanterie-Brigade war ein Großverband der Bayerischen Armee.

## Geschichte

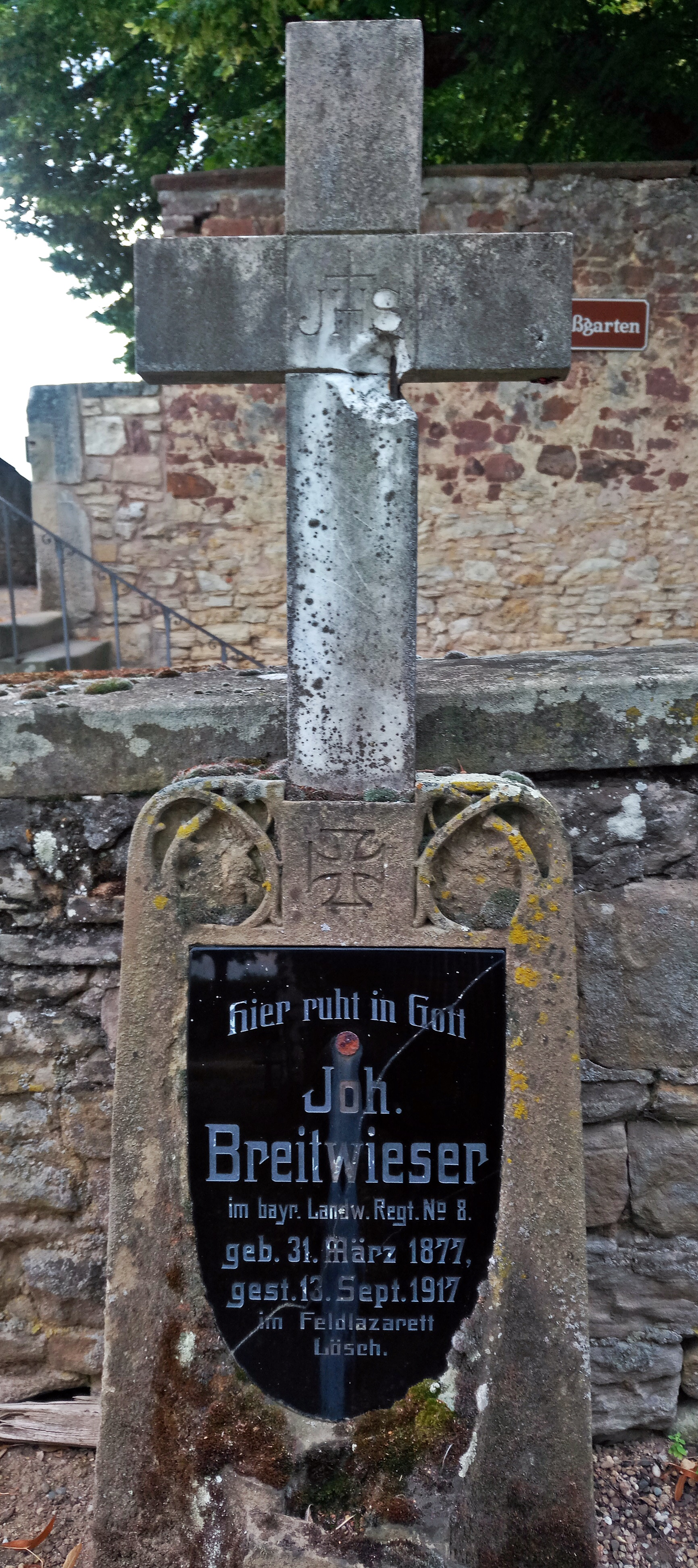
Herxheim am Berg, Grab eines Angehörigen des 8. Bayerischen Landwehr-Infanterie-Regiments, 1917

Die Brigade entstand am 28. September 1916 durch Umbenennung der 13. Landwehr-Infanterie-Brigade in 17. Reserve-Infanterie-Brigade. Sie war der im Oktober 1916 errichteten 9. Reserve-Division unterstellt. Der Brigadestab wurde am 25. Juni 1918 aufgelöst.

## Gliederung im Oktober 1916
- Reserve-Infanterie-Regiment 14
- Landwehr-Infanterie-Regiment 8
- Ersatz-Regiment 3

Im November 1916 wurde das Landwehr-Infanterie-Regiment 8 durch das Reserve-Infanterie-Regiment 11 ersetzt.

## Kommandeure
| Dienstgrad          | Name                      | Datum                                  |
| ------------------- | ------------------------- | -------------------------------------- |
| Oberst/Generalmajor | Karl Ritter von Kleinhenz | 29. September 1916 bis 15. Januar 1917 |
| Generalleutnant     | Christian Danner          | 15. Januar 1917 bis 25. Juni 1918      |